# Rhinolophus affinis
A Rhinolophus affinis é uma espécie de morcego da família Rhinolophidae que é encontrada em grande parte do subcontinente indiano, sul e centro da China e sudeste da Ásia.
Seu status de conservação é listado pela IUCN como espécie pouco preocupante, pois é considerado comum onde ocorre, sem grandes ameaças de extinção.

## Taxonomia
A espécie foi descrita originalmente em 1823 pelo naturalista americano Thomas Horsfield. O holótipo foi coletado na ilha indonésia de Java.
Rhinolophus affinis é dividido nas nove subespécies a seguir:
- R. a. affinis
- R. a. andamanensis
- R. a. hainanus
- R. a. himalayanus
- R. a. macrurus
- R. a. nesites
- R. a. princes
- R. a. superans
- R. a. tener

 Ele varia em aparência e características de ecolocalização em toda a sua faixa, sugerindo que esse táxon pode representar um complexo de espécies de espécies intimamente relacionadas.

## Descrição
Os morcegos desta espécie tem um comprimento total de 5.8 - 6.3 cm, com um antebraço de 4.6 - 5.6 cm de comprimento. Os indivíduos pesam aproximadamente 12-15g.

## Distribuição
A espécie é encontrada em grande parte da Ásia, ocorrendo na Índia e na China, e em grande parte do sudeste asiático. Pode ser encontrada nos seguintes países: Bangladesh, Butão, Brunei, Camboja, China, Índia, Indonésia, Malásia, Mianmar, Nepal, Tailândia e Vietnã. A extensão mais a leste de seu alcance são as Pequenas Ilhas da Sonda da Indonésia e Java. Pode ser encontrada em elevações de 290–2,000 m (950–6,560 ft)     acima do nível do mar.